# Copa Sudamericana 2009
Die Copa Sudamericana 2009 war die 8. Ausspielung dieses zweitwichtigsten südamerikanischen Fußballwettbewerbs für Vereinsmannschaften, der aufgrund des Sponsorings des Automobilherstellers Nissan auch unter der Bezeichnung „Copa Nissan Sudamericana“ firmierte. In dieser achten Saison nahmen 31 Mannschaften aus den 10 Mitgliedsverbänden der CONMEBOL, einschließlich Titelverteidiger SC Internacional aus Porto Alegre, teil. Ab dieser Saison waren keine Teams aus dem Bereich der CONCACAF mehr am Start. Letztmals waren auch die beiden argentinischen Klubs Boca Juniors und River Plate für den Wettbewerb gesetzt und mussten sich nicht über die nationalen Ligen qualifizieren. Der Wettbewerb wurde wie gehabt in der zweiten Jahreshälfte ausgespielt. Er begann am 4. August 2009 mit den Hinspielen der 1. Runde und endete am 9. Dezember 2009 mit dem Finalrückspiel in Rio de Janeiro. Den Wettbewerb konnte mit LDU Quito erstmals ein Verein aus Ecuador gewinnen.

## Modus
Durch das veränderte Teilnehmerfeld wurde im Vergleich zum Vorjahr die 1. Runde erweitert und das Achtelfinale schloss sich direkt danach an. Der Wettbewerb wurde von der 1. Runde bis zum Finale im reinen K.-o.-System mit Hin- und Rückspiel gespielt. Bei Punkt- und Torgleichheit galt die Auswärtstorregel. War auch die Zahl der auswärts erzielten Tore gleich, folgte im Anschluss an das Rückspiel unmittelbar ein Elfmeterschießen. Im Finale galt erstmals die Auswärtstorregel nicht. War dort nach Hin- und Rückspiel die Tordifferenz gleich, gab es eine Verlängerung und erst danach ggf. ein Elfmeterschießen.

## 1. Runde
Freilos:  SC Internacional (Titelverteidiger)
Die Mannschaften aus Argentinien und Brasilien spielten in der 1. Runde jeweils gegeneinander.
Die Hinspiele fanden vom 4. August bis 2. September, die Rückspiele vom 18. August bis 19. September 2009 statt.
|                           | Gesamt          |                           | Hinspiel | Rückspiel |
| ------------------------- | --------------- | ------------------------- | -------- | --------- |
| CF Universidad de Chile   | 3:1             | Deportivo Cali            | 2:1      | 1:0       |
| La Equidad                | 2:3             | Unión Española            | 2:2      | 0:1       |
| Zamora FC                 | 1:3             | CS Emelec                 | 0:1      | 1:2       |
| Alianza Atlético          | 2:1             | Deportivo Anzoátegui      | 0:0      | 2:1       |
| LDU Quito                 | 2:1             | Club Libertad             | 1:0      | 1:1       |
| Club Blooming             | 1:5             | River Plate Montevideo    | [1]0:3   | 1:2       |
| Club Cerro Porteño        | 4:1             | La Paz FC                 | 2:0      | 2:1       |
| Fluminense FC             | (a) 1:1(a)      | CR Flamengo               | 0:0      | 1:1       |
| Liverpool FC (Montevideo) | 0:2             | Club Sportivo Cienciano   | 0:0      | 0:2       |
| EC Vitória                | 2:2 (5:3 i. E.) | Coritiba FC               | 2:0      | 0:2       |
| CA Tigre                  | (a)2:2 (a)      | CA San Lorenzo de Almagro | 2:1      | 0:1       |
| River Plate               | 1:3             | CA Lanús                  | 1:2      | 0:1       |
| Boca Juniors              | 1:2             | CA Vélez Sársfield        | 1:1      | 0:1       |
| Atlético Mineiro          | 2:2 (5:6 i. E.) | Goiás EC                  | 1:1      | 1:1       |
| Athletico Paranaense      | 2:3             | Botafogo FR               | 0:0      | 2:3       |

1. ↑  Das Hinspiel wurde in der 65. Minute beim Stand von 0:1 aufgrund von Zuschauerausschreitungen abgebrochen und mit 0:3 gewertet.

## Achtelfinale
Die Hinspiele fanden vom 22. bis 24. September, die Rückspiele am 30. September und 1. Oktober 2009 statt.
|                           | Gesamt     |                         | Hinspiel | Rückspiel |
| ------------------------- | ---------- | ----------------------- | -------- | --------- |
| River Plate Montevideo    | 5:2        | EC Vitória              | 4:1      | 1:1       |
| SC Internacional          | 1:2        | CF Universidad de Chile | 1:1      | 0:1       |
| Botafogo FR               | 3:2        | CS Emelec               | 2:0      | 1:2       |
| CA Vélez Sársfield        | 5:4        | Unión Española          | 3:2      | 2:2       |
| Alianza Atlético          | 3:6        | Fluminense FC           | 2:2      | 1:4       |
| CA San Lorenzo de Almagro | 5:0        | Club Sportivo Cienciano | 3:0      | 2:0       |
| Club Cerro Porteño        | (a) 3:3(a) | Goiás EC                | 2:0      | 1:3       |
| LDU Quito                 | 5:1        | CA Lanús                | 4:0      | 1:1       |

## Viertelfinale
Die Hinspiele fanden vom 20. bis 22. Oktober, die Rückspiele am 4. und 5. November 2009 statt.
|                        | Gesamt          |                           | Hinspiel | Rückspiel |
| ---------------------- | --------------- | ------------------------- | -------- | --------- |
| CA Vélez Sársfield     | 2:3             | LDU Quito                 | 1:1      | 1:2       |
| Club Cerro Porteño     | 5:2             | Botafogo FR               | 2:1      | 3:1       |
| River Plate Montevideo | 1:1 (7:6 i. E.) | CA San Lorenzo de Almagro | 0:1      | 1:0       |
| Fluminense FC          | 3:2             | CF Universidad de Chile   | 2:2      | 1:0       |

## Halbfinale
Die Hinspiele fanden am 11. und 12., die Rückspiele am 18. und 19. November 2009 statt.
|                        | Gesamt |               | Hinspiel | Rückspiel |
| ---------------------- | ------ | ------------- | -------- | --------- |
| Club Cerro Porteño     | 1:3    | Fluminense FC | 0:1      | 1:2       |
| River Plate Montevideo | 2:8    | LDU Quito     | 2:1      | 0:7       |

## Finale

### Hinspiel
| Liga de Quito                                       | Liga de Quito | Fluminense FC | Fluminense FC |
| --------------------------------------------------- | --- | --- | ------------- |
| Liga de Quito                                       | \| 25. November 2009 in Quito (Estadio La Casa Blanca) \| \| Ergebnis: 5:1 (2:1) \| \| Zuschauer: 55.000 \| \| Schiedsrichter: Roberto Silvera ( Uruguay) \| | \| 25. November 2009 in Quito (Estadio La Casa Blanca) \| \| Ergebnis: 5:1 (2:1) \| \| Zuschauer: 55.000 \| \| Schiedsrichter: Roberto Silvera ( Uruguay) \|  | Fluminense FC |
| Liga de Quito                                       | Alexander Domínguez – Neicer Reasco , Norberto Araujo, Carlos Espínola, Diego Calderón, Ulises de la Cruz – William Araujo, Alex Bolaños (68. Franklin Salas), Edison Méndez (84. Gonzalo Chila) – Claudio Bieler, Walter Calderón (68. Claudio Graf) Cheftrainer: Jorge Fossati ( Uruguay) | Rafael – Gum, Cássio, Dalton – Mariano, (69. Ruy), Diguinho (60. Maurício), Diogo, Darío Conca, Marquinho – Alan Carvalho (46. Kieza), Fred Cheftrainer: Cuca | Fluminense FC |
| Liga de Quito                                       | 1:1 Edison Méndez (21.) 2:1 Edison Méndez (44.) 3:1 Edison Méndez (60.) 4:1 Franklin Salas (70.) 5:1 Ulises De la Cruz (86.) | 0:1 Marquinho (1.) | Fluminense FC |
| Liga de Quito                                       | Carlos Espínola (30.), Walter Calderón (39.) | Marquinho (21.), Rafael (51.), Gum (61.) | Fluminense FC |
| 25. November 2009 in Quito (Estadio La Casa Blanca) | | |               |
| Ergebnis: 5:1 (2:1)                                 | | |               |
| Zuschauer: 55.000                                   | | |               |
| Schiedsrichter: Roberto Silvera ( Uruguay)          | | |               |

### Rückspiel
| Fluminense FC                                 | Fluminense FC | LDU Quito | LDU Quito |
| --------------------------------------------- | --- | --- | --------- |
| Fluminense FC                                 | \| 2. Dezember 2009 in Rio de Janeiro (Maracanã) \| \| Ergebnis: 3:0 (2:0) \| \| Zuschauer: 65.822 \| \| Schiedsrichter: Carlos Amarilla ( Paraguay) \|                                  | \| 2. Dezember 2009 in Rio de Janeiro (Maracanã) \| \| Ergebnis: 3:0 (2:0) \| \| Zuschauer: 65.822 \| \| Schiedsrichter: Carlos Amarilla ( Paraguay) \| | LDU Quito |
| Fluminense FC                                 | Rafael – Gum, Diogo (68. Raphael Augusto), Dalton – Mariano, (88. Maurício), Diguinho, Darío Conca, Marquinho – Alan Carvalho, Fred , Adeílson (57. Ruy Bueno NetoRuy) Cheftrainer: Cuca | Alexander Domínguez – Neicer Reasco , Norberto Araujo, Carlos Espínola, Jairo Campos, Diego Calderón – William Araujo, Ulises de la Cruz, Edison Méndez – Claudio Bieler (89. Alex Bolaños), Walter Calderón (25. Pedro Larrea (83. Renán Calle)) Cheftrainer: Jorge Fossati ( Uruguay) | LDU Quito |
| Fluminense FC                                 | 1:0 Diguinho (14.) 2:0 Fred (44.) 3:0 Gum (72.) | | LDU Quito |
| Fluminense FC                                 | Gum (1.), Alan Carvalho (45.), Mariano (57.) | Jairo Campos (4.), Alexander Domínguez (50.), Pedro Larrea (51.) | LDU Quito |
| Fluminense FC                                 | Jairo Campos (82.) | | LDU Quito |
| Fluminense FC                                 | Fred (76.) | Ulises de la Cruz (18.) | LDU Quito |
| 2. Dezember 2009 in Rio de Janeiro (Maracanã) | | |           |
| Ergebnis: 3:0 (2:0)                           | | |           |
| Zuschauer: 65.822                             | | |           |
| Schiedsrichter: Carlos Amarilla ( Paraguay)   | | |           |

## Beste Torschützen
| Rang | Spieler             | Klub                    | Tore |
| ---- | ------------------- | ----------------------- | ---- |
| 1    | Claudio Bieler      | LDU Quito               | 8    |
| 2    | Édison Méndez       | Liga de Quito           | 7    |
| 3    | Jorge Córdoba       | River Plate Montevideo  | 5    |
|      | Fred                | Fluminense FC           | 5    |
| 5    | Juan Manuel Olivera | CF Universidad de Chile | 4    |
|      | Felipe              | Goiás EC                | 4    |